# Тонхе
Тонхе (кор. 동해시?, 东海市?, Donghae-si) — місто у провінції Канвондо, Південна Корея.

## Географія
Місто розташоване в південно-східній частині провінції Канвондо, на березі Японського моря (бухта Тонхе). Ландшафт переважно гірський, уздовж берега тягнеться смуга піщаних пляжів. Межує з повітом Чонсон на заході, містом Самчхок на півдні і містом Каннин на півночі. Ландшафт переважно гірський, великі поклади вапняку.

## Туризм та пам'ятки
Природні
- Довге пасмо пляжів робить Тонхе найпопулярнішим морським курортом. У сезон тут відпочивають десятки тисяч туристів.
- Гори Тонхе розташовані в західній частині міста. Популярний гірський туризм і маунтенбайк. У навколишніх горах прокладено кілька маршрутів. Найпопулярніші місця для гірського туризму – гора Тутхасан та долина Мурин із водоспадами.
- На околицях міста знаходиться безліч печер, деякі з яких, наприклад печера Чхонгок, відкриті для відвідування туристами.

Історичні
- У Тонхе знаходиться один з найбільших буддійських монастирів Кореї, Самхваса, побудований в VII столітті.
- Котедж Хеамджон - резиденція знаті в епоху династії Коре.
- Фортеця Тутхасансон - розташована на горі Тутхасан.

Фестивалі
- Щороку у жовтні проводиться фольклорний фестиваль Мурин. Демонструється традиційне корейське мистецтво, виступи фольклорних колективів.
- Фестиваль кальмарів - проводиться щорічно влітку. Проводяться кулінарні виставки та поєдинки, а також змагання з лову кальмарів голіруч.
- Фестиваль сходу сонця – проходить у новорічну ніч. Легенда свідчить, що перший схід сонця в році приносить щастя, тому щороку 1 січня на березі Японського моря збирається публіка для того, щоб зустріти перший схід сонця.